# Boarmia baryspila
Boarmia baryspila là một loài bướm đêm trong họ Geometridae.